# Barisia rudicollis
Espèce
Synonymes
- Gerrhonotus rudicollis Wiegmann, 1828

Statut de conservation UICN

 EN B1ab(iii) : En danger
Barisia rudicollis est une espèce de sauriens de la famille des Anguidae.

## Répartition
Cette espèce est endémique du Mexique. Elle se rencontre entre 2 000 et 2 550 m d'altitude dans les États de Mexico et du Michoacán.

## Publication originale
- Wiegmann, 1828 : Beiträge zur Amphibienkunde. Isis von Oken, vol. 21, no 4, p. 364-383 (texte intégral).